# Butch Cassidy and the Sundance Kid
Butch Cassidy and the Sundance Kid (en España: Dos hombres y un destino) es un western crepuscular estadounidense de 1969, dirigido por George Roy Hill y protagonizado por Paul Newman, Robert Redford y Katharine Ross en los papeles principales. Es conocido en Hispanoamérica como Butch Cassidy. Fue galardonado con 4 premios Óscar, 9 premios BAFTA, 1 premio Globo de Oro, 1 Grammy, 5 premios Laurel de Oro, 1 premio Writers Guild of America y 1 premio ASCAP. Forma parte del AFI's 10 Top 10 en la categoría "Western". La canción Raindrops Keep Fallin' on My Head, interpretada por B. J. Thomas, compuesta por Burt Bacharach y con letra de Hal David, ganó el premio Óscar y el premio ASCAP.
La cinta, preservada desde 2003 en el National Film Registry de la Biblioteca del Congreso de Estados Unidos por ser considerada "cultural, histórica o estéticamente significativa", cuenta la historia de los famosos asaltantes de banco estadounidenses Butch Cassidy y The Sundance Kid.

## Sinopsis
En 1899, Butch Cassidy (Paul Newman) y Sundance Kid (Robert Redford) son los líderes de un grupo de pistoleros y asaltantes en Wyoming llamados la Banda del Agujero en la Pared. La banda tiene una característica: no matan a sus víctimas. Butch es quien organiza, mientras que Sundance es el hombre de acción. Sin embargo, el Oeste comienza a civilizarse y, cuando los dos asaltan un tren, se encuentran con un pelotón de hombres que comienzan a perseguirlos. Butch y Sundance huyen a través de montes rocosos, ríos y poblados, pero siempre tienen tras de sí a sus perseguidores. Cuando por fin logran escapar, en un golpe de suerte, se refugian en la casa de la novia de Sundance, Etta (Katharine Ross), donde Butch tiene una idea: escapar a Bolivia.

## Elenco
- Paul Newman como Butch Cassidy
- Robert Redford como the Sundance Kid
- Katharine Ross como Etta Place
- Strother Martin como Percy Garris
- Henry Jones como el vendedor de bicicletas
- Jeff Corey como el sheriff Bledsoe
- George Furth como Woodcock
- Cloris Leachman como Agnes
- Ted Cassidy como Harvey Logan
- Kenneth Mars como el marshal
- Donnelly Rhodes como Macon
- Timothy Scott como William "News" Carver
- Charles Dierkop como George "Flat Nose" Curry
- Paul Bryar como el jugador de cartas #1
- Sam Elliott como el jugador de cartas #2
- Jody Gilbert como la mujer alta en el tren

## Repercusión
La película popularizó la leyenda de estos personajes históricos del lejano Oeste y afianzó la fama de Paul Newman y Robert Redford en el mejor momento de sus carreras. Es la primera de las dos películas en las que trabajarían juntos Robert Redford, Paul Newman y George Roy Hill. La otra fue El golpe, de 1973.
En 1982 Robert Redford creó el Sundance Institute para jóvenes cineastas, tomando el nombre del pistolero que interpreta en esta película. Tres años más tarde surge a raíz de este el Festival de Cine de Sundance.

## Fidelidad y recreación
En el número de noviembre de 1976 de la revista National Geographic recreó la ruta que siguieron los verdaderos Butch y Sundance, en 1900, a caballo. En ella también iba Robert Redford, encargado de escribir un reportaje. Cuenta que la primera noche, cuando fue a meterse en su saco de dormir, se dio cuenta de que se había equivocado: había tomado el de su hijo y no cabía, por lo que tuvo que dormir al raso.
Según la película, los forajidos no llegaron más que hasta Bolivia cuando en verdad, Butch Cassidy, Sundance Kid y Etta (o Ethel) Place viajaron en 1901 desde Nueva York hasta Buenos Aires. Tiempo después se instalaron en Cholila, en la provincia argentina de Chubut, y allí vivieron como respetables ciudadanos (se los conocía como Santiago Ryan, Enrique Place y su esposa Ethel) hasta 1905, año en que debieron huir, pues las autoridades ya conocían su verdadera identidad. La huida fue a través de Chile. La policía de San Vicente, Bolivia, mató a los bandidos en 1911. Se ha tratado de encontrar sus tumbas, pero las expediciones han fracasado. La última expedición fue en 1991.

## Premios y nominaciones
Premio Óscar, 1970
- Guion original (William Goldman)
- Mejor fotografía (Conrad L. Hall)
- Mejor banda sonora original (Burt Bacharach)
- Mejor canción original (Burt Bacharach, letrista, y B. J. Thomas, cantante, por Raindrops Keep Fallin' on my Head)
- Además, la película fue candidata a mejor película (John Foreman), mejor director (George Roy Hill) y mejor sonido (William Edmondson y David Dockendorf)

Premio BAFTA, 1971
- Anthony Asquith Award a la mejor música para película (Burt Bacharach)
- Al mejor actor (Robert Redford)
- A la mejor actriz (Katharine Ross)
- Al mejor Director de fotografía (Conrad L. Hall)
- Al mejor Director (George Roy Hill)
- A la mejor película
- Al mejor montaje (John C. Howard y Richard C. Meyer)
- Al mejor guion (William Goldman)
- Al mejor sonido (David Dockendorf, William E. Edmondson y Don Hall)
- A la mejor música de película (Burt Bacharach)

Premio Globo de Oro, 1970
- A la mejor banda sonora original (Burt Bacharach)

Premio Grammy, 1970
- A la mejor banda sonora para cine (Burt Bacharach)

 Writers Guild of America, 1970
- Al mejor guion original (William Goldman)

Premio Laurel de Oro 1970
- A la mejor película de acción / drama
- Al mejor músico (Burt Bacharach)
- 3 lugar al mejor actor de acción (Paul Newman)

Premio ASCAP 1988
- A la canción de película más popular, Raindrops Keep Fallin' on my Head (Burt Bacharach y Hal David)

## Temas de la banda sonora
- The Sundance Kid
- Raindrops Keep Fallin' on My Head
- Not Goin' Home Anymore
- South American Getaway
- On a Bicycle Built For Joy
- Come Touch The Sun
- The Old Fun City
- Not Goin' Home Anymore (Reprise)